# Shahzoda
Shahzoda (oroszul: Шахзода; születési neve: Zilola Bahodirovna Musayeva; Taskent, 1979. július 28.,) üzbég énekes és színésznő. Oroszul, üzbégül, kazahul és tádzsikul is énekel.

## Életrajza
Shahzoda Taskentben, az akkori Szovjetunióban született. Apja a filozófia doktora volt, anyja orosz tanárnő.

## Díjai
- Nihol - üzbég díj
- Tarona Records díjai: legjobb énekesnő, legjobb videó, legjobb divat.
- 2003 - Imázs-díj
- 2004 - az Év albuma-díj
- 2005 - az Év dala-díj (Keragimsan)

## Filmjei
- 2010 - Majruh / Majruh
- 2003 - Севинч / Sevinch
- 2000 - Фатима и Зухра / Fotima va Zuhra
- 2004 - Сарвиноз / Sarvinoz
- 2005 - Сарвиноз 2 / Sarvinoz 2
- 2007 - Зумрад и Киммат / Zumrad va Qimmat